# Doris Kareva

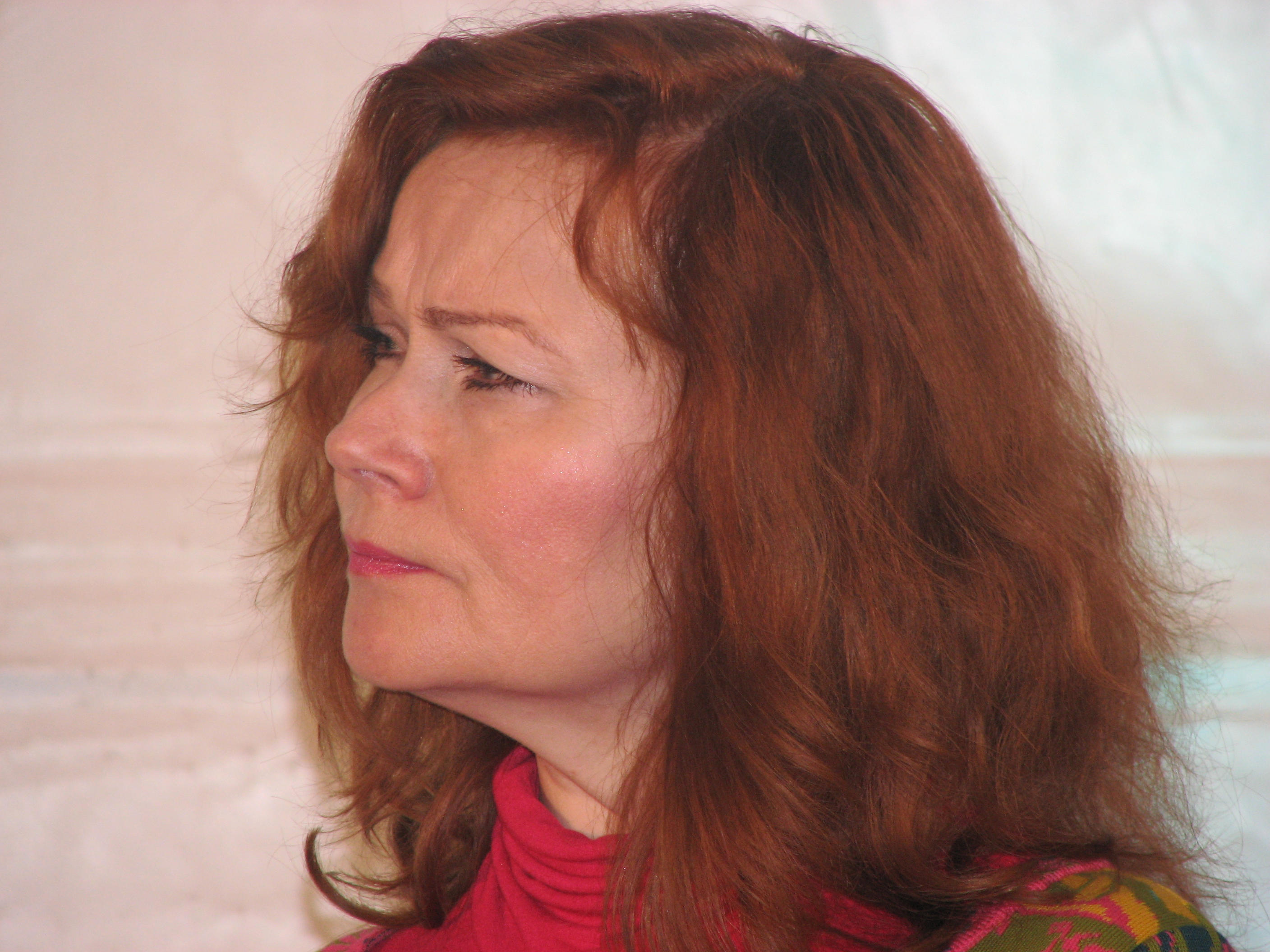
Doris Kareva (2010)

Doris Kareva (* 28. November 1958 in Tallinn) ist eine estnische Dichterin.

## Leben
Doris Kareva wurde als Tochter des estnischen Komponisten Hillar Kareva (1931–1992) in Tallinn geboren. Nach dem Abitur nahm sie an der Universität Tartu 1977 das Studium der englischen Philologie auf, verließ die Universität jedoch bald wieder, nachdem sie durch Kontakte mit Dissidentenkreisen Schwierigkeiten bekommen hatte. Sie arbeitete dann ab 1979 bei der Kulturzeitung Sirp ja Vasar als Korrektorin und konnte das Studium als Externe fortsetzen. 1983 schloss sie es mit dem Diplom ab.
Von 1992 bis 2008 war sie Generalsekretärin der estnischen Kommission der UNESCO, parallel dazu von 1997 bis 2002 auch Literaturredakteurin bei der mittlerweile umbenannten Kulturwochenzeitung Sirp. Hier arbeitete sie wieder von 2011 bis 2013, danach wechselte sie in die Redaktion von Looming.
Kareva ist seit 1982 Mitglied des Schriftstellerverbandes der Estnischen SSR (heute: Estnischer Schriftstellerverband) und gehörte als eine der Gründerinnen der literarischen Gruppierung Wellesto an.

## Literarisches Werk
Doris Kareva debütierte 1977 und legte bereits 1978 ihren ersten Gedichtband vor. Schon in ihrem Debüt handelten zahlreiche Gedichte von der Liebe, wodurch sie „unter ihren Altersgenossen große Popularität“ erzielte. Tatsächlich ist ihre Dichtung von Anfang an als „klassisch“ zu bezeichnen, da sie „zwei uralte Themen der Lyrik – Liebe und Tod“ behandelt, wobei sie eine „außergewöhnlich farbenfrohe und facettenreiche Sprache“ verwendet, bei der „kein Vokal … zufällig …, kein Komma vergessen, keine Silbe unüberlegt“ niedergeschrieben ist.
Kareva legte in rascher Folge weitere Lyrikbände vor und zählt mittlerweile zu den Klassikern der modernen estnischen Dichtung, in der sich zwei Traditionen der estnischen Dichtung begegnen: „Marie Unders Sensitivität und Liebesdurst und Betti Alvers Geistesklarheit und Forderung nach Geistigkeit.“. Der Dichterkollege und Literaturwissenschaftler Toomas Liiv fasste Karevas Dichtung folgendermaßen zusammen: „… – in Karevas Ästhetik funktioniert das Gedicht als Ergebnis der flüchtigen Liebesvereinigung von Wahrheit und Schönheit.“

## Auszeichnungen
- 1991 Juhan-Liiv-Preis
- 1991 Lyrikpreis der Literaturzeitschrift Looming
- 1993 Lyrikpreis der Literaturzeitschrift Looming
- 2001 Orden des weißen Sterns (IV. Klasse)
- 2003 Eduard-Vilde-Preis
- 2006 Staatlicher Kulturpreis Estlands

## Bibliographie
- Päevapildid ('Tagesbilder'). Tallinn: Eesti Raamat 1978. 49 S.
- Ööpildid ('Nachtbilder'). Tallinn: Eesti Raamat 1980. 61 S.
- Puudutus ('Berührung'). Tallinn: Eesti Raamat 1981. 45 S.
- Salateadvus ('Geheimes Bewusstsein'). Tallinn: Eesti Raamat 1983. 45 S.
- Vari ja viiv ('Schatten und Strich'). Tallinn: Eesti Raamat 1986. 76 S.
- Armuaeg ('Gnadenzeit', Auswahlband). Tallinn: Eesti Raamat 1991. 254 S.
- Maailma asemel ('Anstelle der Welt'). Tallinn: Perioodika 1992. 44 S. (Loomingu Raamatukogu 9/1992)
- Hingring ('Seelenring). Tallinn: Huma 1997. 95 S.
- (gemeinsam mit Marina Tervonen) Kammertoon ('Kamerton'). Tallinn: Huma 1997. 125 S.
- Mandragora ('Alraune'). Tallinn: Huma 2002. 105 S.
- Aja kuju ('Die Gestalt der Zeit'). Tallinn: Verb 2005. 111 S.
- Tähendused. Kirjutisi aastaist 1988-2007 ('Bedeutungen. Schriften aus den Jahren 1988-2007)'. Tallinn: Verb 2007. 110 S.
- Lõige ('Schnitt'). Tallinn: Verb 2007. 54 S.
- DEKA. Ilmunud ja ilmumata luulet 1975-2007 ('DEKA. Publizierte und unpublizierte Dichtung 1965-2007'). Tallinn: Verb 2008. 324 S.
- Sa pole üksi ('Du bist nicht allein'). Tallinn: Verb 2011. 224 S.
- Olematuse aiad ('Gärten des Nichtseins'). Tallinn: Verb 2012. 95 S.
- (gemeinsam mit Jürgen Rooste) Elutants ('Lebenstanz'). Tallinn: Verb 2013. 111 S.
- Perekonnaalbum ('Familienalbum'). Tallinn: Verb 2015. 87 S.

## Deutsche Übersetzungen
Gedichtproben sind in den Zeitschriften Park. Zeitschrift für neue Literatur (12/1988), Akzente 1/1992, Estonia 1/1998  und Lichtungen 2003, erschienen. Die meisten Übersetzungen hat Gisbert Jänicke angefertigt. Von ihm stammt auch ein umfangreicherer Zyklus in dem Band Das Leben ist noch neu. Zehn estnische Autoren. Eine Anthologie. Karlsruhe: INFO Verlagsgesellschaft 1992. (Edition Junge Poesie).
Andere Übersetzer sind in dem folgenden Band vertreten:
- Die Freiheit der Kartoffelkeime. Poesie aus Estland. Herausgegeben von Gregor Laschen. Nachdichtungen von Marcel Beyer, Friedrich Christian Delius, Katja Lange-Müller, Gregor Laschen, Johann P. Tammen und Ralf Thenior. Mit neun Bildern von Bernd Koberling. Bremerhaven: Wirtschaftsverlag NW Verlag für neue Wissenschaft GmbH 1999, S. 33–47. (edition die horen 24)

Schließlich ist Doris Kareva eine der wenigen Lyrikerinnen aus Estland, die ein eigenes Buch auf dem deutschsprachigen Markt vorweisen kann:
- Fraktalia. Gedichte - Luulet. Übersetzung ins Deutsche Mati Sirkel, Liina Mittermayr, Wolfgang Maxlmoser. Aspach: edition innsalz 2000. 79 S.[8]

## Sekundärliteratur
- Aivar Kull: Vaateid Doris Kareva luulesse, in: Keel ja Kirjandus 8/1985, S. 467–473.
- Ilmar Mikiver: (review), in: World Literature Today 4/1987, S. 656–657.
- Mart Velsker: Kareva on suureks saanud, in: Looming 2/1999, S. 282–299.
- Miriam McIlfatrick-Ksenofontov: Translating Kareva, in: Estonian Literary Magazine 28 (2009), S. 31–35.
- Mihkel Mutt: Doris Kareva Eesti kultuuris, in: Looming 11/2013, S. 1561–1570.
- Miriam McIlfatrick: Where the Truth Lies in Translated Poetry: a Doris Kareva Poem in English, in: interlitteraria 18/1 (2013), S. 168–183.